# Natsumi
Natsumi est un prénom japonais féminin. C'est la combinaison de natsu (夏, été) et d'umi (海, mer). Le prénom peut aussi être écrit de la façon suivante : 夏美 (natsu) et 美 (mi, beauté).

## Personnalités
- Natsumi Mukai, mangaka.
- Natsumi Aida, mangaka.

## Patronyme
- Madoka Natsumi, fondeuse japonaise.

## Personnages de fiction
- Natsumi Tsujimoto, personnage du manga You're under arrest.
- Natsumi Mizuki, personnage du manga Get Backers.
- Natsumi Murakami, personnage du manga Negima.
- Natsumi Yamaguchi, personnage du manga Video Girl Ai.
- Natsumi Hinata, personnage du manga Keroro.
- Natsumi Raimon, personnage du manga Inazuma Eleven.
- Natsumi, personnage du manga Date A Live.
- Natsumi Akishino, jeune ems[Quoi ?] dealeuse de doliprane.